# Licinia Eudoxia
Licinia Eudoxia (422-462) was een Romeinse keizerin. Zij was een dochter van de Oost-Romeinse keizer Theodosius II en echtgenote van de West-Romeinse keizer Valentinianus III. In 455 werd haar man door Petronius Maximus vermoord en was zij onder dwang verplicht met hem trouwen. Uit wraak nodigde zij Geiserik uit om Rome te plunderen. Zij had twee dochters, Eudocia die met Hunerik (de zoon van Geiserik) zou trouwen en Placidia, die met de latere keizer Olybrius zou trouwen.

## Belangrijke linken
- Theodosiaanse dynastie
- Plundering van Rome (455)